# Salans (Jura)
Pour l’article homonyme, voir Salans (Doubs).
Salans [salɑ̃] est une commune française située dans le département du Jura, dans la région culturelle et historique de Franche-Comté et la région administrative Bourgogne-Franche-Comté.

## Géographie
Salans est en position limite des départements Jura et Doubs. C’est le premier village jurassien situé sur la rive gauche du Doubs. A 18 kilomètres de Besançon et à 27 kilomètres de Dole, son altitude varie de 217 à 258 mètres.
Séparé de Saint-vit par le Doubs, son territoire s’étend en partie dans la plaine alluviale jusqu’à l’orée de la forêt de Chaux. Dans la partie basse, le long de la faille rocheuse se trouve la partie la plus ancienne du village. La poussée démographique et la proximité de Besançon ont nécessité la construction de plusieurs lotissements : Lotissement de la croix, lotissement des cerisiers, lotissement des demoiselles, lotissement des mûriers.
La forêt communale de Salans est composée de 33 parcelles sur 325 hectares. Même si à une certaine époque, la forêt a rempli un rôle plus important, elle reste encore maintenant une ressource non négligeable pour la commune.

### Hydrographie
Le Doubs et le Canal du Rhône au Rhin sont les principaux cours d'eau qui traversent la commune. Trois sources coulent également sur le territoire communal : « la Fontenotte » dont l’itinéraire souterrain est inconnu, « la Parterre » et celle du « Rocher » qui toutes se prolongent par un ruisseau qui se jette dans la rivière.

### Hameaux
« Charchillac » et « les Calmants » sont des hameaux de Salans.

### Climat
Pour des articles plus généraux, voir Climat de la Bourgogne-Franche-Comté et Climat du département du Jura.
En 2010, le climat de la commune est de type climat des marges montargnardes, selon une étude du Centre national de la recherche scientifique s'appuyant sur une série de données couvrant la période 1971-2000. En 2020, Météo-France publie une typologie des climats de la France métropolitaine dans laquelle la commune est exposée à un climat semi-continental et est dans la région climatique  Jura, caractérisée par une forte pluviométrie en toutes saisons (1 000 à 1 500 mm/an), des hivers rigoureux et un ensoleillement médiocre. 
Pour la période 1971-2000, la température annuelle moyenne est de 10,6 °C, avec une amplitude thermique annuelle de 17,1 °C. Le cumul annuel moyen de précipitations est de 1 090 mm, avec 12,8 jours de précipitations en janvier et 9,4 jours en juillet. Pour la période 1991-2020, la température moyenne annuelle observée sur la station météorologique de Météo-France la plus proche, « Dannemarie-sur-Crète », sur la commune de Dannemarie-sur-Crète à 7 km à vol d'oiseau, est de 11,3 °C et le cumul annuel moyen de précipitations est de 1 066,6 mm. 
La température maximale relevée sur cette station est de 39,9 °C, atteinte le 25 juillet 2019 ; la température minimale est de −22 °C, atteinte le 9 janvier 1985,,. 
Les paramètres climatiques de la commune ont été estimés pour le milieu du siècle (2041-2070) selon différents scénarios d'émission de gaz à effet de serre à partir des nouvelles projections climatiques de référence DRIAS-2020. Ils sont consultables sur un site dédié publié par Météo-France en novembre 2022.

## Urbanisme

### Typologie
Au 1er janvier 2024, Salans est catégorisée commune rurale à habitat dispersé, selon la nouvelle grille communale de densité à sept niveaux définie par l'Insee en 2022.
Elle est située hors unité urbaine. Par ailleurs la commune fait partie de l'aire d'attraction de Besançon, dont elle est une commune de la couronne,. Cette aire, qui regroupe 310 communes, est catégorisée dans les aires de 200 000 à moins de 700 000 habitants,.

### Occupation des sols
L'occupation des sols de la commune, telle qu'elle ressort de la base de données européenne d’occupation biophysique des sols Corine Land Cover (CLC), est marquée par l'importance des territoires agricoles (71,9 % en 2018), en diminution par rapport à 1990 (73,6 %). La répartition détaillée en 2018 est la suivante : 
terres arables (55,6 %), forêts (17,6 %), prairies (11 %), zones urbanisées (5,9 %), zones agricoles hétérogènes (5,3 %), eaux continentales (4,5 %). L'évolution de l’occupation des sols de la commune et de ses infrastructures peut être observée sur les différentes représentations cartographiques du territoire : la carte de Cassini (XVIIIe siècle), la carte d'état-major (1820-1866) et les cartes ou photos aériennes de l'IGN pour la période actuelle (1950 à aujourd'hui).

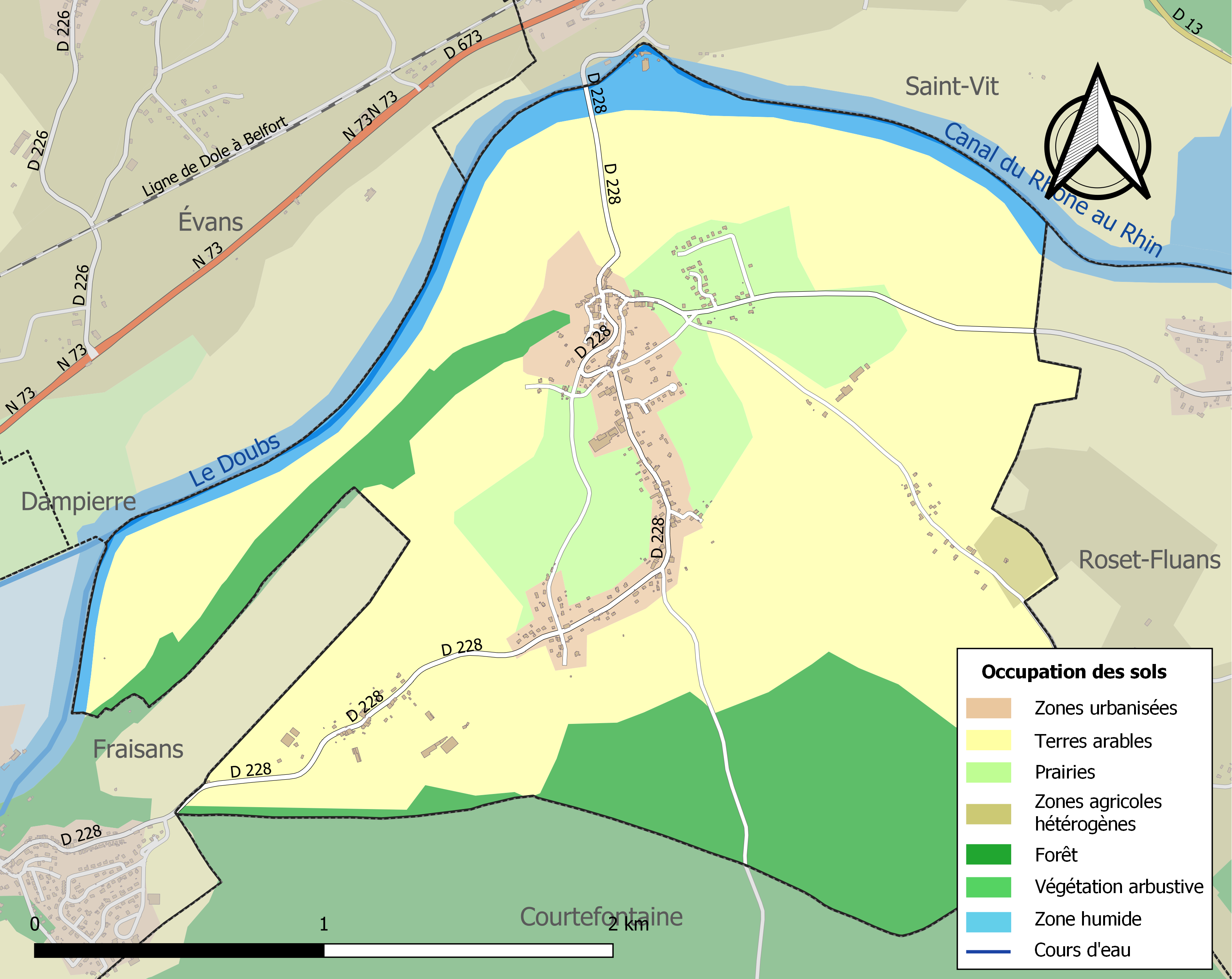
Carte des infrastructures et de l'occupation des sols de la commune en 2018 (CLC).

## Économie
Le développement de la commune de Salans est étroitement lié aux communications de la vallée. Le pont métallique à cage dont le tonnage est fortement réduit, réunissant Salans à Saint-vit, est un frein important pour l’implantation de certaines activités économiques et artisanales. Salans est une commune rurale sous influence urbaine forte et la proximité du secteur hospitalier régional de « Besançon-Chateaufarine » conduit à une pression soutenue sur les cours des terrains.
Le secteur agricole se trouve fortement réduit avec quatre exploitations encore en activité et l’artisanat autrefois bien présent, ne représente plus qu’une dizaine de micro-entreprises. Comme la plupart des communes périphériques aux grandes villes, Salans est devenue petit à petit, le refuge d’une grande agglomération. Actuellement, soixante pour cent des Salanois  travaillent sur Besançon.

## Histoire

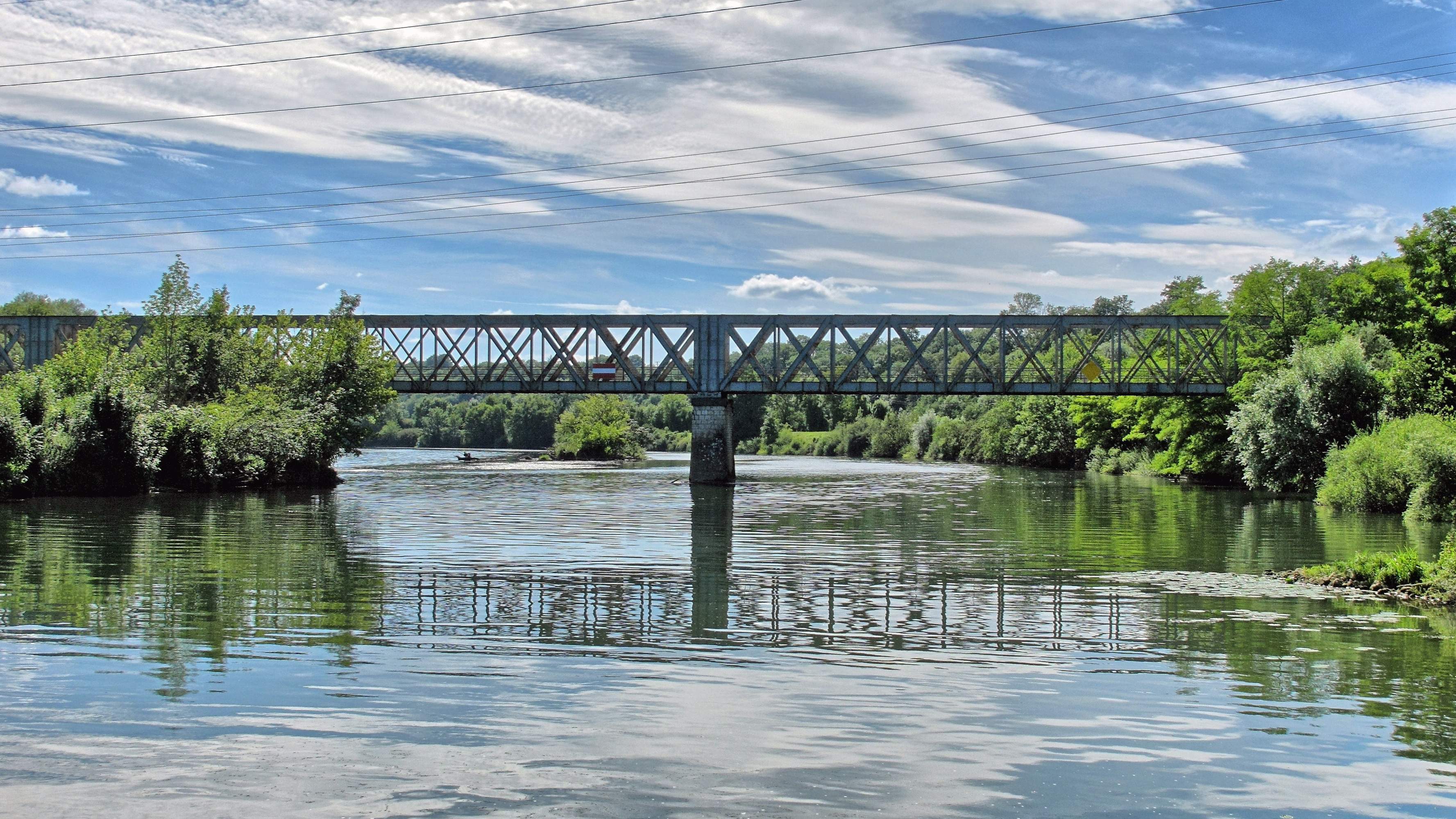
Pont de Salans en 2012.

Le pont de Salans à 110 ans. Mais avant, le franchissement de la rivière de 110 m de large était assuré par le bac, une grande barque à fond plat, dirigée par le passeur. Il résidait à la maison du passager située sur le territoire du Seigneur de Salans, qui ne manquait pas de percevoir un droit à chaque passage.
La construction du pont est envisagée dès 1878. Vingt ans de procédure administrative seront nécessaires pour enfin parvenir à l’ouverture du chantier. Sur deux piles en rivière réalisées en pierre de taille, le tablier repose grâce à l’assemblage des cornières en fer formant poutres à croisillons. Ses larges contreventements latéraux et supérieurs réalisant une longue cage. C’est le nom de ce type de pont. La technique très au point est fournie par les forges de Franche Comté de Fraisans. Ses références sont impressionnantes, jusqu’à 150 m de portée, ces réalisations se trouvent dans le monde entier.
Le chantier débute en 1898, sous la direction de l’ingénieur Girard. Son inauguration a lieu le dimanche 16 avril 1899. Bénédiction et discours inaugural devaient rendre indestructible l’ouvrage qui faisait la fierté des habitants et des constructeurs. Hélas, le poids des ans et les malheurs de la guerre (le pont sera dynamité en 1940 et reconstruit après 1945) le mettront à rude épreuve à tel point que sa charge admissible qui était de 17 tonnes en 1975 est passée à 11, puis à 7,5 t, et se trouve réduite à 3,5 t en 2000.
Des travaux de réparation du pont ont démarré en février 2023 et ont été interrompus fin 2023 en raison de la découverte de zones endommagées non visibles nécessitant la reprise des études. Le chantier a repris en janvier 2024 et doit se terminé en mars 2025.

## Héraldique
| Blason de Salans | Blason  | De gueules à deux filets en fasce abaissée, enserrant cinq filets en bande brochant sur cinq filets en barre, chaque filet d’argent chargé d’un filet de sable, le tout surmonté d’une tour hexagonale dépourvue de créneaux, d’argent, ajourée et couverte de sable, mouvant d’un mur alésé d’argent maçonné de sable, l’édifice accosté de deux branches, à dextre de pommier, à senestre de chêne, fruitées chacune d’une pièce et affrontées, d’or ; en pointe, une trangle ondée d’argent, surmontée de trois gouttes de même. |
| Blason de Salans | Détails | Le statut officiel du blason reste à déterminer. |

## Politique et administration
| Période | Période  | Identité         | Étiquette    | Qualité    |
| ------- | -------- | ---------------- | ------------ | ---------- |
| 1953    | 1995     | René Vaugier     |              |            |
| 1995    | 2001     | Michel Jeannin   |              |            |
| 2001    | 2008     | Roger Myotte     |              |            |
| 2008    | En cours | Philippe Smagghe | PCF puis LFI | Professeur |

## Démographie
L'évolution du nombre d'habitants est connue à travers les recensements de la population effectués dans la commune depuis 1793. Pour les communes de moins de 10 000 habitants, une enquête de recensement portant sur toute la population est réalisée tous les cinq ans, les populations de référence des années intermédiaires étant quant à elles estimées par interpolation ou extrapolation. Pour la commune, le premier recensement exhaustif entrant dans le cadre du nouveau dispositif a été réalisé en 2006.

En 2022, la commune comptait 654 habitants, en évolution de +12,76 % par rapport à 2016 (Jura : −0,81 %, France hors Mayotte : +2,11 %).
| 1793 | 1800 | 1806 | 1821 | 1831 | 1836 | 1841 | 1846 | 1851 |
| ---- | ---- | ---- | ---- | ---- | ---- | ---- | ---- | ---- |
| 450  | 554  | 522  | 498  | 474  | 453  | 450  | 461  | 462  |

| 1856 | 1861 | 1866 | 1872 | 1876 | 1881 | 1886 | 1891 | 1896 |
| ---- | ---- | ---- | ---- | ---- | ---- | ---- | ---- | ---- |
| 459  | 504  | 539  | 478  | 476  | 447  | 445  | 450  | 420  |

| 1901 | 1906 | 1911 | 1921 | 1926 | 1931 | 1936 | 1946 | 1954 |
| ---- | ---- | ---- | ---- | ---- | ---- | ---- | ---- | ---- |
| 430  | 382  | 338  | 312  | 331  | 304  | 275  | 271  | 237  |

| 1962 | 1968 | 1975 | 1982 | 1990 | 1999 | 2006 | 2011 | 2016 |
| ---- | ---- | ---- | ---- | ---- | ---- | ---- | ---- | ---- |
| 215  | 231  | 250  | 314  | 422  | 464  | 557  | 571  | 580  |

| 2021 | 2022 | - | - | - | - | - | - | - |
| ---- | ---- | - | - | - | - | - | - | - |
| 637  | 654  | - | - | - | - | - | - | - |

## Lieux et monuments
- le château de Salans situé dans le bas du village près de la rive du Doubs, garde l'empreinte du baron Charles Desbiez de Saint-Juan, conseiller général du Doubs, qui au début du  XIXe siècle remania complètement dans un style néo-classique un manoir construit au début du XVIIe siècle par la famille de Laborey et fit créer un parc à l'anglaise devant la propriété. Le château et son parc sont classés monuments historiques depuis le 23 juillet 1992[19].
- L'église construite en 1719 en remplacement d'une chapelle dédiée à Saint-Laurent[20].
- Les fontaines : 
  - La fontaine du rocher comprenant un lavoir et un abreuvoir.
  - La fontaine-abreuvoir installée le long du mur du château.

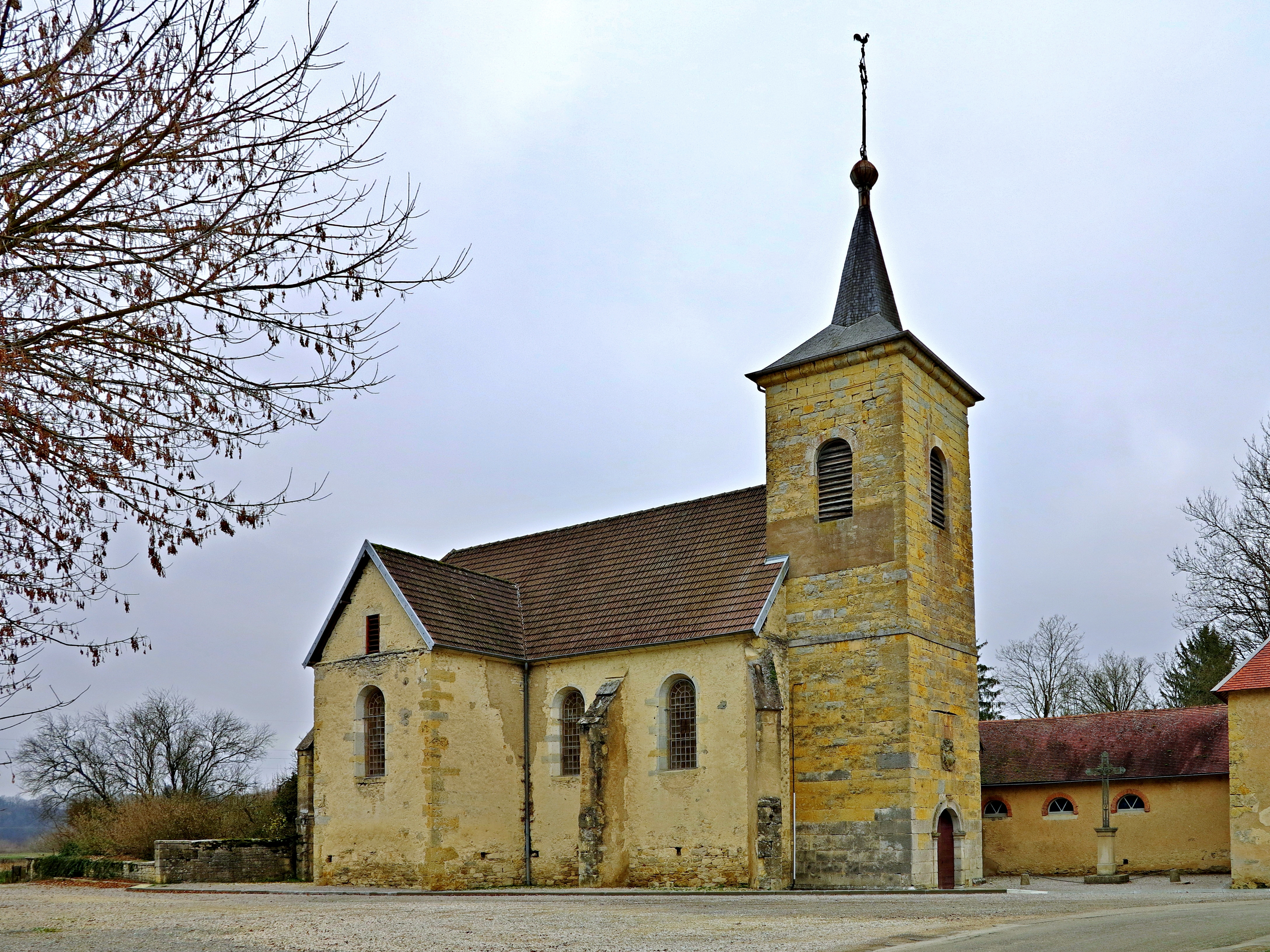
L'église.
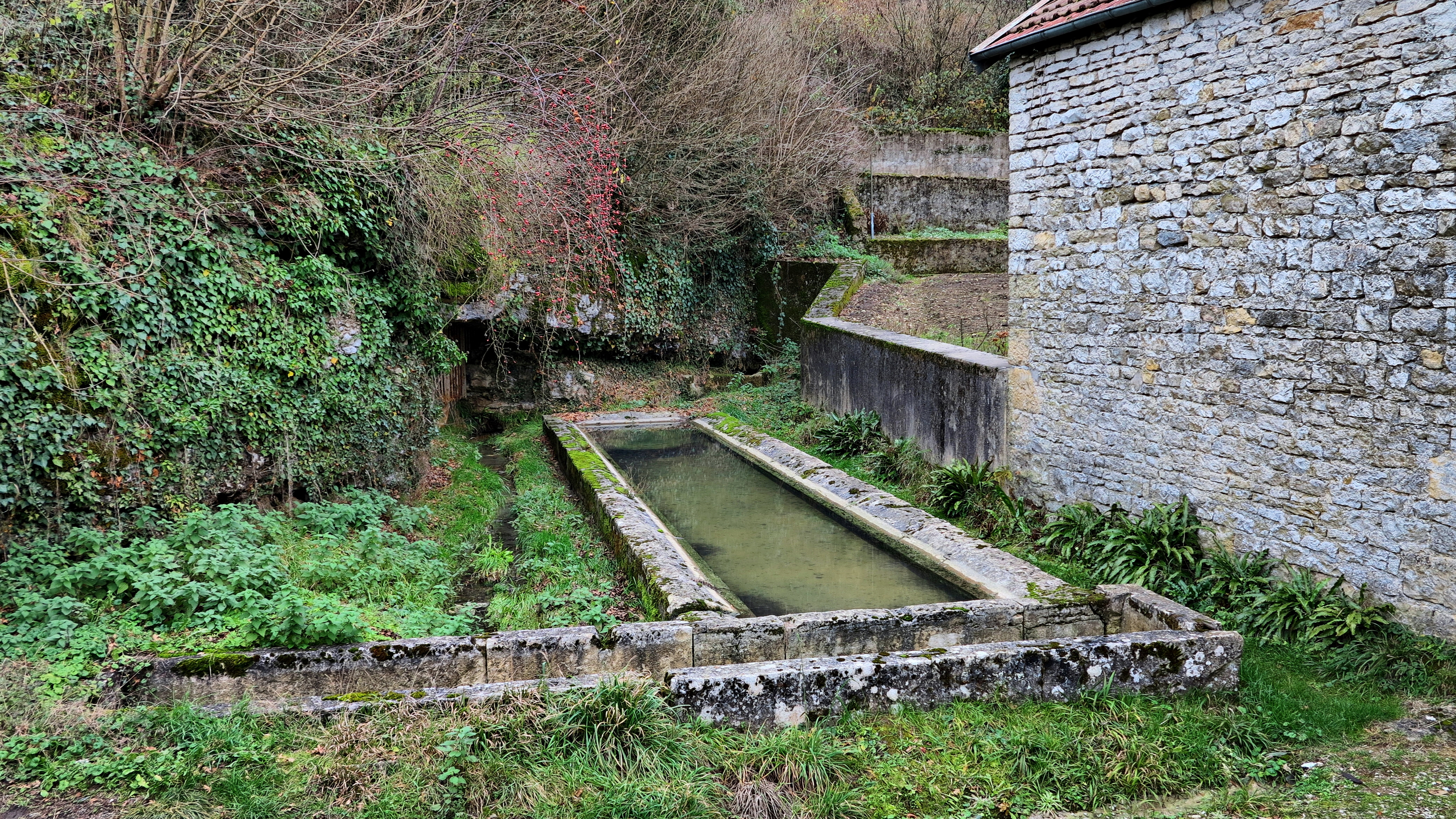
La fontaine du rocher.
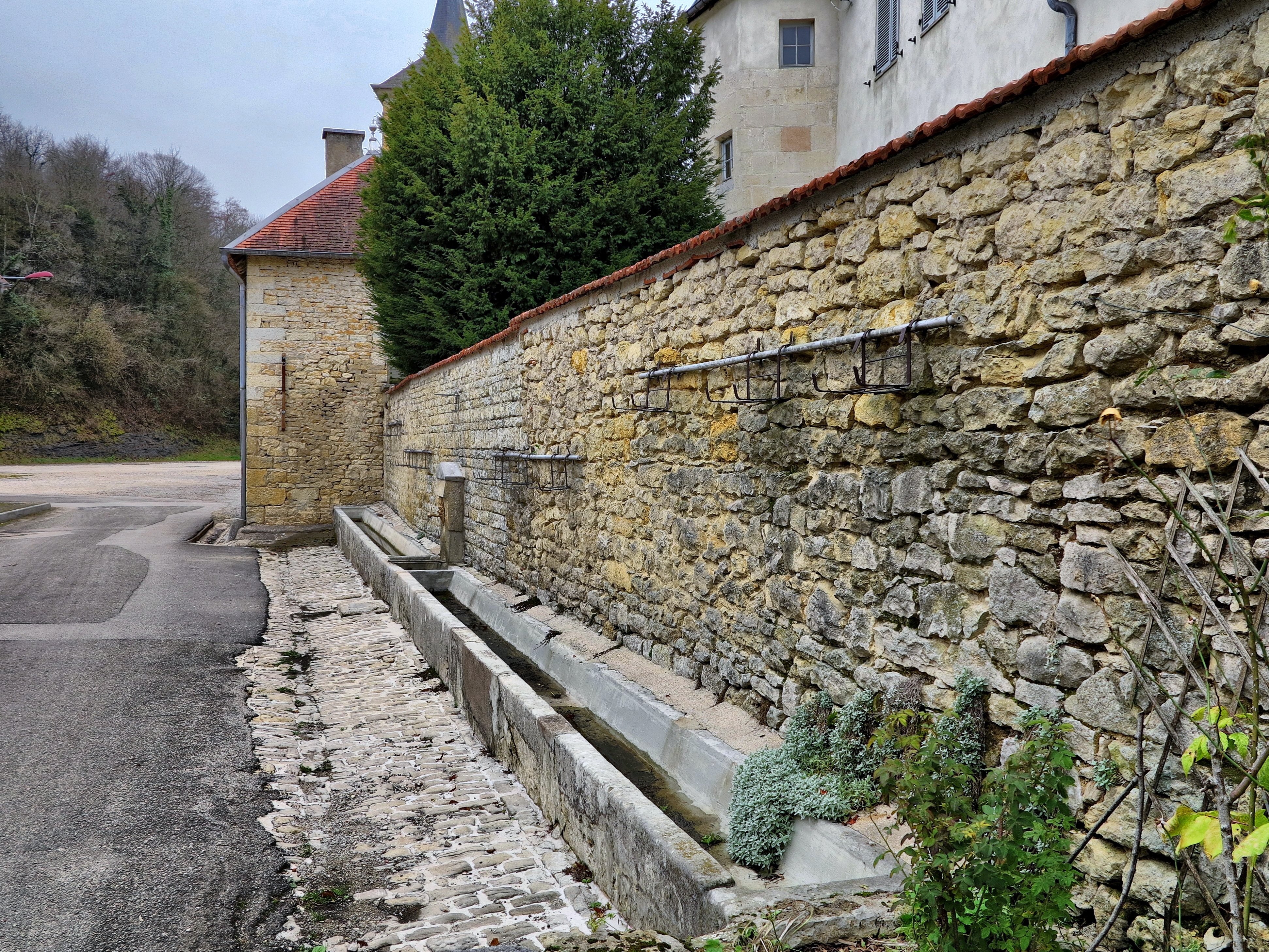
La fontaine-abreuvoir.

## Personnalités liées à la commune
- Charles Desbiez baron de Saint-Juan (1785-1862), conseiller général du Doubs, qui restaura le château de Salans et y reçu de nombreuses personnalités (dont Charles Nodier).
- Alexandre de Saint-Juan (1820-1863), poète et écrivain franc-comtois.
- Marie de Saint-Juan (1822-1890), amie et correspondante de Montalembert, elle créa au château de Salans (Jura) un salon littéraire et musical. Elle fut l'auteur d'ouvrages de piété, d'éducation, de littérature et d'un livre de cuisine publié en 1890 (Hetzel) qui eut un certain succès. Elle participa à la création de la Maison de Béthanie, où des religieuses dominicaines accueillent des femmes sorties de prison. Elle fut la donatrice des Vierges de Salans et Durnes.
- Charles Nodier: né le 29 avril 1780 à Besançon. Décédé le 29 janvier 1844 à Paris. Écrivain, précurseur du romantisme français.
- Charles de Montalembert : né le 15 avril 1810 à Londres, décédé le 13 mars 1870 à Paris. journaliste, historien et homme politique français. Député du Doubs.

## Sources